# 永福镇 (漳平市)
永福镇是位于中国福建省龙岩市漳平市西南部的一个镇，是漳平市最大的镇。

## 概况
永福镇地处福建省最南端的高山盆地，全镇土地面积535.5平方公里。
永福镇种花历史悠久，是盛产各种名贵花卉的生产基地。2000年，永福镇被国家林业总局、全国花卉协会评为"中国杜鹃花之乡"。

## 行政区划
永福镇辖1个居委会、27个村委会：
永福社区、福里村、李庄村、西山村、清源村、吕坊村、后盂村、新坑村、龙车村、石洪村、洪坑村、大坂村、秋苑村、蓝田村、紫阳村、封侯村、文星村、同春村、桂洋村、箭竹坪村、佳山村、和丰村、颍水村、陈村、元沙村、岭下村、适榕村和古溪村。